# Johannes Teyler
Johannes ou Johan Teyler (Nimègue, 1648 - vers 1709) est un peintre, graveur, professeur de mathématiques et pionnier de l'estampe en couleur, actif pendant le siècle d'or néerlandais.

## Biographie

### Jeunesse et carrière dans l'éducation
Johannes Teyler naît à Nimègue le 23 mai 1648. Son père, William Taylor, est un mercenaire britannique qui a changé son nom en Teyler.
Johannes étudie le latin à l'école latine de Nimègue et les mathématiques à la Kwartierlijke Academie, où il rédige une thèse en faveur de Descartes. Après la mort de son père, il étudie à Leyde et acquiert par la suite un poste de professeur de mathématiques et de philosophie à Nimègue en 1670. Professeur respecté, il n'obtiendra aucune promotion en raison de ses idées cartésiennes. Par l'intermédiaire de son ami Leibniz, il tente d'acquérir un poste de professeur à Wolfenbüttel mais abandonne après des discussions avec Christian Huygens. Le reste de sa carrière se déroule hors des milieux universitaires. En 1676, il devient directeur de la fortification de Vestingbouwkundige pour Frédéric-Guillaume Ier de Brandebourg, électeur de Brandebourg pendant la guerre de Scanie. En 1678, il devient également tuteur des fils de l'électeur. Plus tard la même année, il est renvoyé et rentre à Nimègue pour recevoir un rappel de salaire qui lui était toujours dû. Avec ces fonds supplémentaires, il entreprend un voyage en Italie, en Égypte, en Terre sainte et à Malte, puis envoie son journal à l'électeur. Plus tard, en 1688, il écrit un livre populaire sur les fortifications, Architectura militaris (Rotterdam, 1688).

### Les estampes en couleur

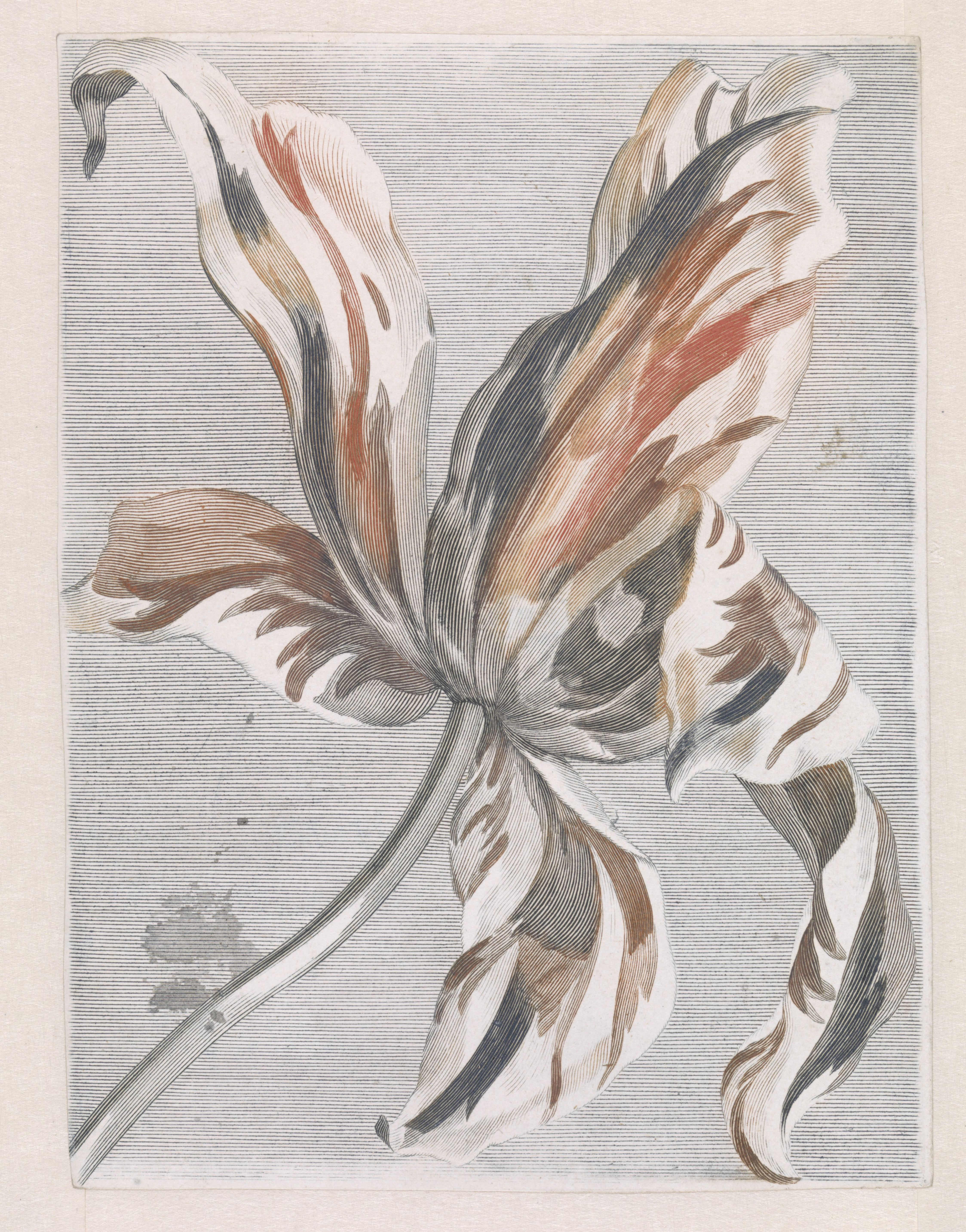
Gravure à la poupée in rood, bruin en zwart, de Johannes Teyler (1688-1698, Rijksmuseum Amsterdam).

En 1688, Johannes Teyler reçoit un brevet pour un procédé d’impression couleur qui consiste à utiliser différentes couleurs d'encre en même temps plutôt qu'uniquement de l’encre noire pour imprimer des plaques, proche de ce qui deviendra l'encrage à la poupée, faisant de lui l'un des pionniers de l'estampe en couleur,. En 1685, Teyler et le dessinateur et graveur Jan van Call, qui est aussi son ancien élève de mathématiques de Nimègue, montent un atelier d'impression d'estampes en couleur à Ryswick, où ils impriment principalement des ouvrages liés à l’armée. En 1697, il le vend avant d'effectuer un autre voyage à Berlin l'année suivante.
Selon Houbraken, Teyler est un ami de Jacob de Heusch et d'un collègue de Bentvueghels surnommé Speculatie, qui voyage avec De Heusch à Berlin en 1698. Ils se connaissent depuis leur séjour à Rome, où ils étaient membres de ce club, de même que Jan va Call. Selon la RKD, il est revenu d'Italie en 1683 et est resté à Nimègue, à l'exception de son voyage à Berlin.